# Симеон (Томачинский)
Архимандри́т Симео́н (в миру Владисла́в Ви́кторович Томачи́нский; род. 13 июля 1973, Москва, РСФСР) — российский религиозный деятель, литературовед и журналист. Архимандрит Русской православной церкви. Ректор Курской духовной семинарии (2014—2020). Кандидат филологических наук (1999), кандидат богословия (2019).

## Биография
Родился в Москве. Отец, Виктор Васильевич Томачинский (1945—1983) — автомеханик, политзаключённый, скончался в тюрьме.
В 1990 году окончил среднюю школу № 593. В 1991 году поступил на филологический факультет МГУ.
Служение в Церкви начинал в домовом храме мученицы Татианы при МГУ в качестве алтарника. В период открытия этого храма, в январе 1995 года вместе с Александром Егорцевым основал первую в России студенческую православную газету «Татьянин день» и стал её первым главным редактором. Покинул пост в январе 1999 года.
В 1996 году окончил русское отделение филологического факультета МГУ и поступил в аспирантуру по кафедре русской литературы XIX века. В 1999 году защитил кандидатскую диссертацию на тему «„Выбранные места из переписки с друзьями“ Н. В. Гоголя: Своеобразие поэтики» и поступил послушником в Сретенский монастырь.
С 2000 по 2003 год — ответственный редактор сайта «Православие.ru».
8 апреля 2003 года был пострижен в монашество с именем Симеон в честь преподобного Симеона (Желнина). 30 ноября того же года был рукоположён во иеродиакона, а 8 сентября 2004 года — во иеромонаха.
С 2003 по 2014 год — директор издательства Сретенского монастыря. В 2006—2007 годах заочно учился на факультете издательского дела и редактирования Московского государственного университета печати. В 2008 году окончил Сретенскую духовную семинарию и был оставлен в ней преподавателем зарубежной литературы, где и работал до 2014 года. 1 мая 2011 года в Успенском соборе Троице-Сергиевой лавры Патриархом Московским и всея Руси Кириллом награждён правом ношения наперсного креста. В 2012 году поступил на заочное отделение аспирантуры Московской духовной академии.
В сентябре 2014 года перешел в братию Московской духовной академии и был назначен преподавателем русской и зарубежной литературы. 25 декабря того же года был назначен ректором Курской духовной семинарии с возведением в сан архимандрита. 6 января 2015 года в Знаменском кафедральном соборе Курска митрополитом Курским Германом (Моралиным) возведён в сан архимандрита.
5 марта 2019 года на заседании диссертационного совета № 2 Московской духовной академии защитил диссертацию «Влияние „Божественной комедии“ Данте на формирование представления о чистилище в Римо-католическом мире: XIV—XV вв.» (научный руководитель — профессор протоиерей Максим Козлов), в апреле решение совета о присуждении степени кандидата богословия утвердил патриарх Московский и всея Руси Кирилл. Вручение знака кандидата богословия состоялось 30 июня в Московской духовной академии.
16 июля 2020 года Священным синодом Русской православной церкви освобождён от должности ректора Курской духовной семинарии в связи с истечением пятилетнего срока полномочий с вынесением благодарности за понесённые труды.